# Lighthouse (Tüür)
Lighthouse is een compositie van Erkki-Sven Tüür. Hij schreef het werk op verzoek van de Ansbach-Bachweek, een festival in Ansbach, waarin de muziek van Johann Sebastian Bach centraal staat. Tüür wilde niet direct kopiëren, maar zijn eigen draai geven aan een barokachtig motief.
De titel van het werk voert terug op een uitspraak van Igor Stravinsky, dat componisten als een vuurtoren zijn. Hun invloed “schijnt” soms eeuwen vooruit. Tevens werd de vuurtoren Kõpu tuletorn op Hiiumaa, nabij het zomerverblijf van de componist, als inspiratiebron gebruikt. Die vuurtoren staat massief in de enorme vrijheid (lucht, wind en vogels) om hem heen. 
Tüür schreef dit werk voor strijkorkest. Thomas Hengelbrock leidde de première op 5 augustus 1997 het plaatselijk orkest. 